# Cobra (organització)
Cobra (coneguda a Espanya com Cupra), és una organització terrorista fictícia, antagonista de G.I. Joe dins l'univers de A Real American Hero (conegut a Espanya com Héroes Internacionales, a França com Héros Sans Frontières, i a Itàlia com a Forza Irresistibile), que té com a objectiu aconseguir la dominació del món.
Aquesta organització és mostrada de manera diferent als diferents mitjans en què es desenvolupen les històries de G.I.Joe. Als diferents còmics existents sobre els personatges apareix com una organització paramilitar eficient i creïble, amb una maquinària política i jurídica molt poderosa, infiltrada a totes les esferes de la societat estatunidenca, i amb pretensions de dominació global. A la primera sèrie d'animació de G.I.Joe era mostrada de manera menys realista, essent integrada per personatges caricaturitzats de manera més aviat grotesca, amb escassa competència, i amb plans de dominació mundial sovint basats en artefactes de ciència-ficció, o en objectes místics o màgics.

## Origen
Quan el 1982 la companyia joguinera Hasbro decidí de rellançar les seves figures de G.I. Joe, ho va fer acompanyant-les d'una nèmesi, que fou batejada com a Cobra, i dotada d'un logotip representant aquesta serp. L'autoria de la seva creació sembla recaure sobre Archie Goodwin, que en aquella època era editor de Marvel Comics, i que va definir el concepte del que seria el caràcter d'aquest nou grup, juntament amb l'editor en cap Jim Shooter, Tom DeFalco i qui havia de ser el guionista, Larry Hama.
A la línia de joguets mai es va definir un origen per a Cobra.

### Al còmic
Al còmic de G.I. Joe, guionitzat per Larry Hama, Cobra era fundada per l'home que posteriorment seria conegut com a Comandant Cobra, un veterà de la Guerra del Vietnam que se sentia ressentit amb el sistema, al qual culpava dels seus fracassos personals. Recorrent els Estats Units, es posà en contacte amb altres persones que se sentien com ell, arribant a convertir-se en el cabdill de tots ells. Finalment, es va instal·lar en un poblet de l'estat de Vermont anomenat Springfield, que es trobava immers en una crisi econòmica i laboral; aquest era el camp de cultiu perfecte per a plantar les llavors per a la creació d'una estructura paral·lela al sistema. Fent servir un negoci de vendes piramidal (sovint es descriu el Comandant com un "venedor de cotxes de segona mà") aconseguí que la desil·lusionada població de Springfield acabés veient-lo com el seu líder, i el seguís en la seva boja carrera per crear una estructura capaç de substituir, arribat el cas, els poders oficials. Ben aviat el militarisme va fer acte de presència en l'expansió de Cobra per tot el país, i a mesura que guanyava poder, començava a fer servir mètodes terroristes per abastir els seus objectius, mentre aconseguia més i més poder económic i influències polítiques, atraient els seus membres amb promeses d'enriquiment i poder.
Quan el govern dels Estats Units la va classificar com a "amenaça terrorista", ja havia aconseguit establir-se a múltiples països.

### Als dibuixos animats
A la sèrie d'animació creada per Sunbow, i concretament a la pel·lícula d'aquesta productora: G.I. Joe, The Movie, Cobra era la "sucursal humana" d'una civilització de mutants reptilians, coneguda com a Cobra-La, que vivia en una localització oculta a les muntanyes de l'Himàlaia. Aquesta civilització havia dominat en el passat la Terra, arribant a un nivell de coneixement científic tal que eren capaços de modificar genèticament qualsevol ésser mitjançant la tecnologia bio-mecànica. Tanmateix, l'arribada de l'Edat Glacial va causar un desastre demogràfic, obligant els supervivents a refugiar-se a la seva present llar. El seu líder, Golobulus, desitjant que la seva raça recuperés el control del planeta, va acabar trobant un home que havia patit un accident mentre realitzava perillosos experiments biològics, essent exposat a elements químics que li van provocar una mutació consistent en la creació espontània d'ulls compostos. Golobulus li va entregar una màscara metàl·lica amb la qual podia coordinar tots els seus ulls, podent d'aquesta manera tenir una visió normal, i també un uniforme amb el qual podia passar per un humà corrent, encarregant-li la tasca d'iniciar la conquesta del món en nom de Cobra-La. Aquest home era, evidentment, el Comandant Cobra.

### A la pel·lícula
A la pel·lícula d'imatge real de 2009 G.I. Joe: The Rise of Cobra, Cobra és fundada per en Rex Lewis, un soldat i analista de sistemes a qui s'assigna la missió d'investigar les armes que un científic està desenvolupant clandestinament a l'Iraq. En Rex queda fascinat pels avenços d'aquest científic en el camp de la nanotecnologia, i aquest li proposa de treballar junts. L'edifici en què es troben és bombardejat i se'ls dona per morts, però en Rex sobreviu, malgrat que d'aleshores ençà ha de fer servir un aparell de respiració artificial. Passat el temps, forja una aliança amb el fabricant d'armes James McCullen, el qual desenvolupa armament per a l'OTAN mentre, secretament, reuneix un ejèrcit i conspira contra el seu propi client i els seus membres. Eventualment són descoberts pels G.I. Joe, i els seus plans desbaratats, tot i que ambdós aconsegueixen d'escapar; és en aquest moment quan en Rex es proclama "Comandant" de l'organització, arrabassant el comandament a en McCullen en infectar-lo amb uns nanomits que li cobreixen el cap i el sotmeten al seu control.